# Capilloventer atlanticus
Capilloventer atlanticus är en ringmaskart som beskrevs av Harman och Loden 1984. Capilloventer atlanticus ingår i släktet Capilloventer och familjen Capilloventridae. Inga underarter finns listade i Catalogue of Life.